# 夜曲Op. 62 (蕭邦)

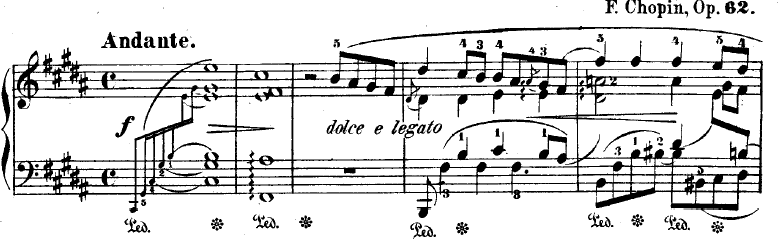
Op. 62 No. 1的開首

夜曲Op. 62是蕭邦的一組夜曲作品，於1846年出版，獻給Mdlle. R. de Konneritz。

## Op. 62, No. 1
|  |  |

夜曲Op. 62, No. 1是B大調，4/4拍，行板，共94小節。第37小節至第67小節為降A大調的第二部分。B段完結後樂曲回愎原來的B大調，並以連續的顫音和修飾轉回A段。

## Op. 62, No. 2

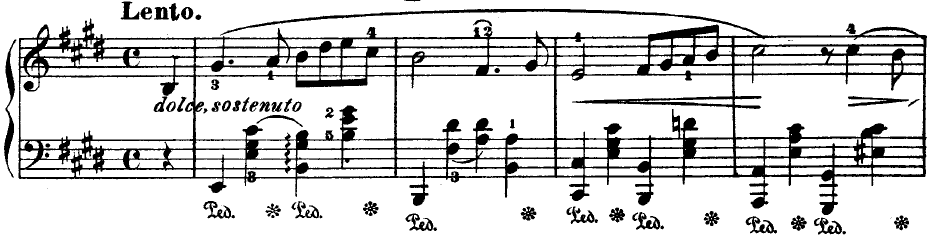
Op. 62, No. 2的開首

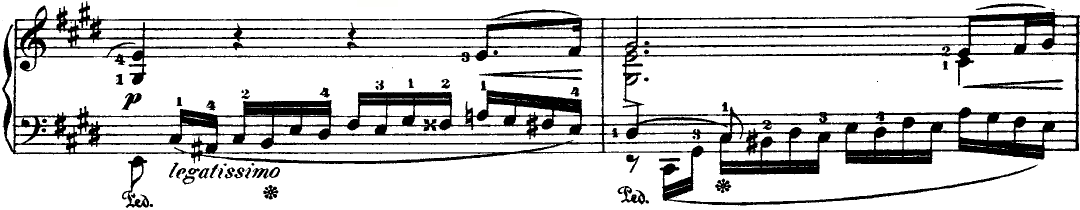
由A段過渡到B段

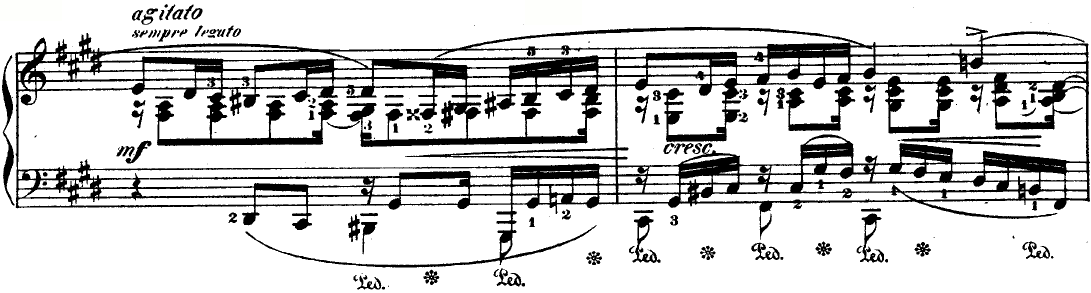
Op. 62, No. 2的第二主題

夜曲Op. 62, No. 2是E大調，4/4拍，緩板，共81小節。當中A段為較平靜的樂段，而B段則較為激動（Agitato）。

### 相關樂曲
- 聖桑 - 小提琴與鋼琴的改編曲

## 外部連結
- 夜曲Op. 62：国际乐谱典藏计划上的乐谱